# گالریای دالاس
گلریای دالاس (به انگلیسی: Galleria Dallas) نام یکی از بزرگترین مراکز خرید (shopping mall) در ایالت تگزاس است.
این مرکز خرید سرپوشیده در سال ۱۹۸۲ ساخته شد و در منطقه ادیسون شهر دالاس قرار دارد، و با ۱۵۸٬۰۰۰ متر مربع، از لحاظ وسعت از بزرگترین مراکز خرید ایالات متحده بشمار می‌رود.
این مرکز خرید و مرکز خرید مشابهش در هیوستون (هیوستون گالریا) از گالری ویتوریو امانوئل در ایتالیا تقلید شده اند. معمار این مرکز خرید شرکت هلموث، اوباتا و کاساباوم است.